# Morra (Spiel)

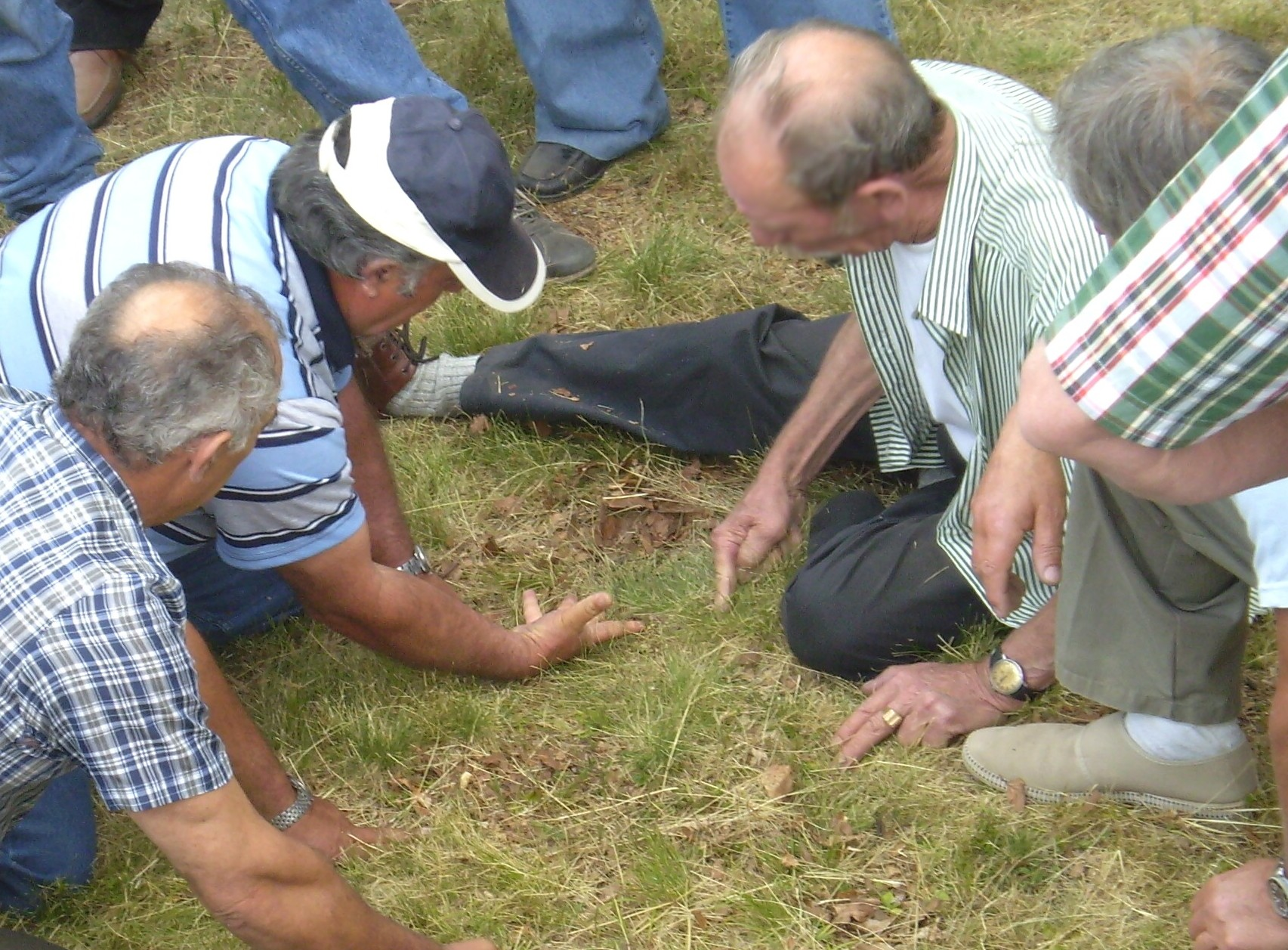
Morraspieler in Italien

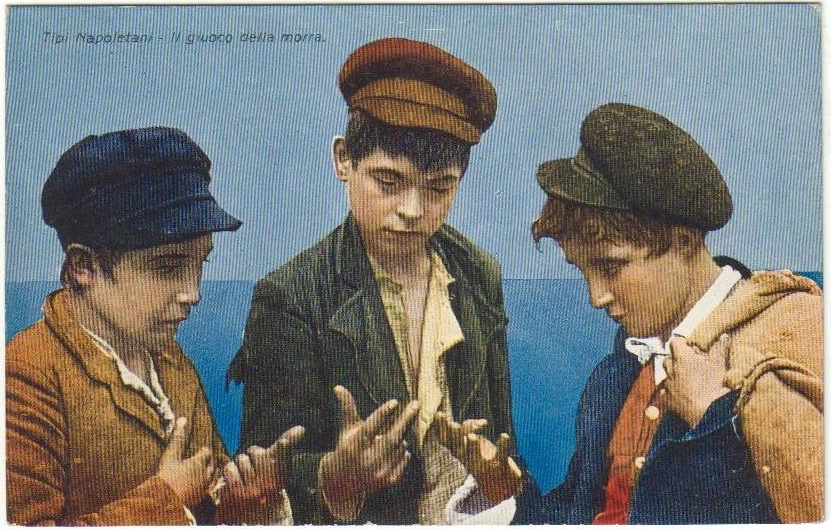
Morra spielende Knaben

Morra (ital. und span., auch Mora, frz. mourre, provenz. mourra, sard. und rätorom. murra) ist ein traditionelles Spiel mit den Händen, das vor allem in einigen Mittelmeerländern, besonders in Italien bekannt ist. Es erinnert auf den ersten Blick an das Spiel Schere, Stein, Papier sowie an Gerade und Ungerade.

## Regeln und Spielablauf

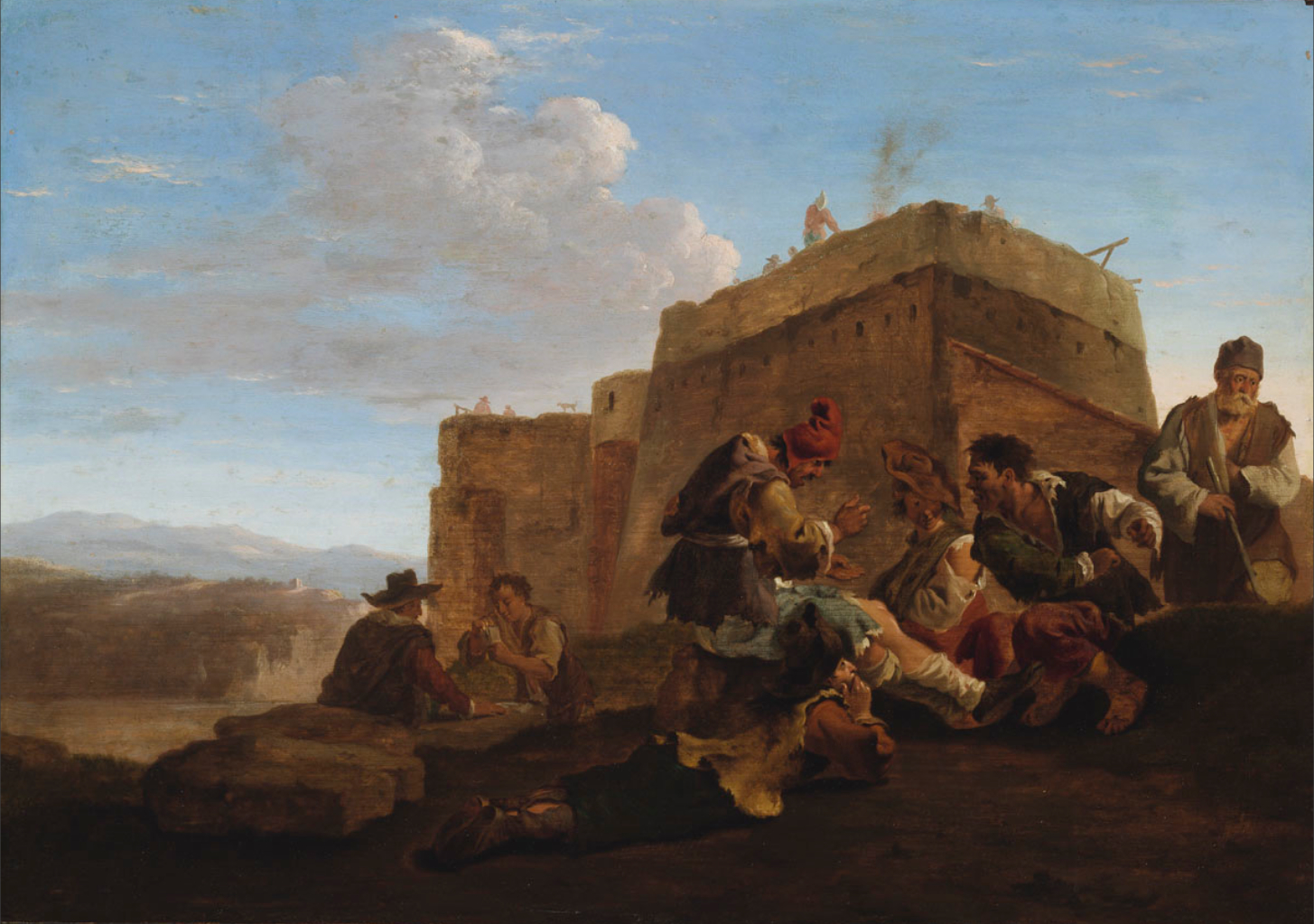
Jan Both: Landschaft mit Morraspielern, erste Hälfte des 17. Jahrhunderts

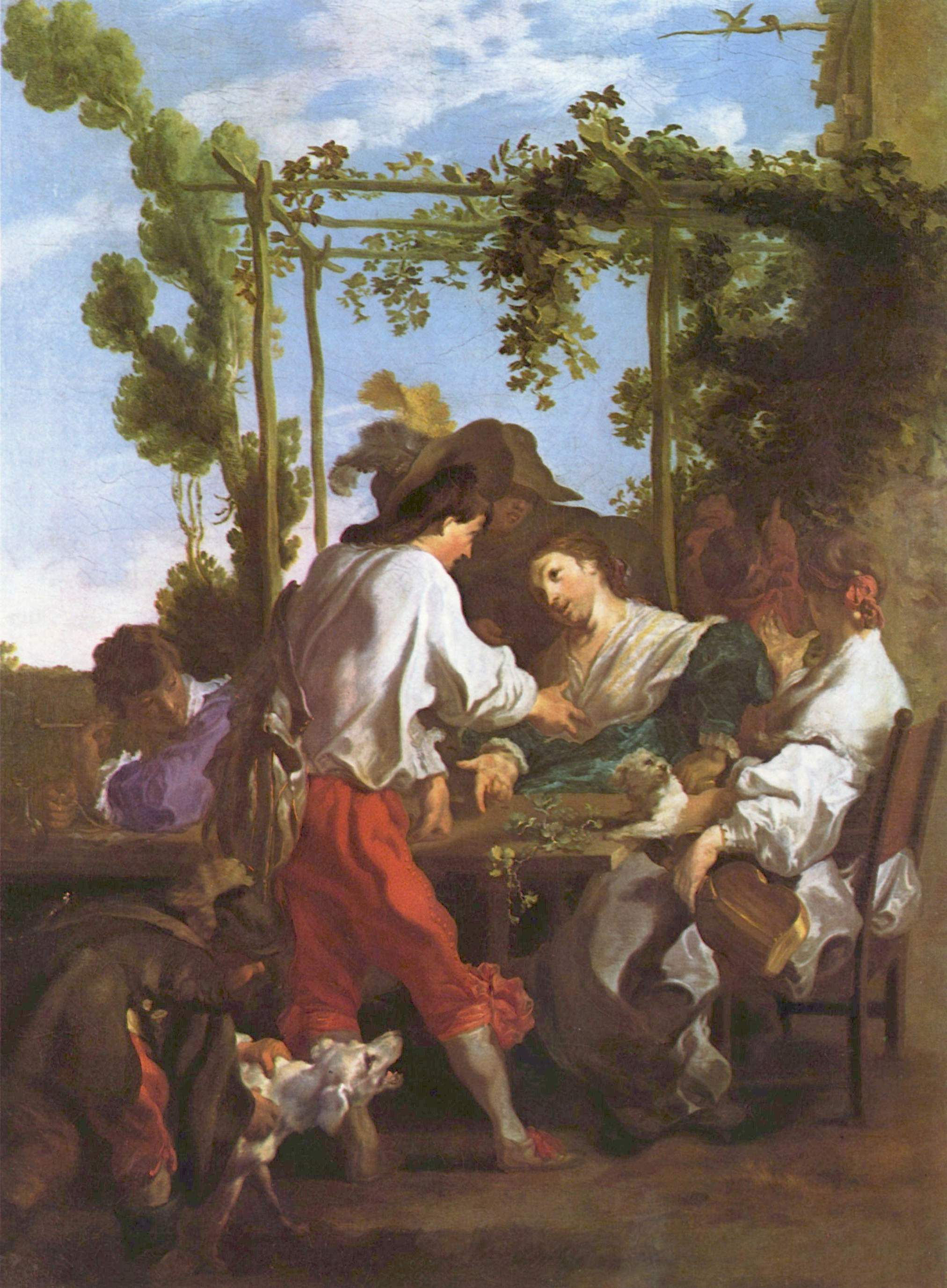
Johann Liss: Morraspiel im Freien, um 1622

Bei dem Spiel versuchen zwei Spieler die Summe der Zahlen zu erraten, die sie mit den Fingern anzeigen. Dazu strecken beide Spieler ihre rechte Hand gleichzeitig aus und zeigen einen bis fünf Finger an. Im selben Moment ruft jeder Spieler eine Zahl zwischen 2 und 10.
Errät ein Spieler die Fingersumme, bekommt er einen Punkt. Erraten beide Spieler die Summe, wird kein Punkt vergeben. Es wird gespielt, bis ein Spieler eine vereinbarte Gesamtpunktzahl (oft 16 oder 21) erreicht hat. Bei den normalen italienischen Regeln bedeutet die geschlossene Faust ebenfalls die Zahl 1. Es gibt aber Varianten, zum Beispiel in Frankreich, bei denen auch die Null (geschlossene Faust) erlaubt ist, in diesem Fall liegt der mögliche Summenwert zwischen 0 und 10. 
Ein wichtiges Element des Spiels ist die Ansage der Zahlen. Diese erfolgt unter Umständen sehr laut, fast als wolle man den Gegner bedrohen oder einschüchtern. Die Ansage geschieht oft im lokalen Dialekt beziehungsweise mit besonderen Begriffen; dabei werden mehrsilbige Zahlwörter oft auf einsilbige verkürzt. Ein anderer Faktor, der das Spiel schwierig macht und besondere Konzentration verlangt, ist die hohe Geschwindigkeit, mit der die Finger angezeigt und die Zahlen ausgerufen werden. Oft wird die Geschwindigkeit im Laufe des Spiels erhöht.
Morra ist oft ein typisches Männerspiel in Bars, bei denen der Verlierer normalerweise das nächste Getränk bezahlen muss. Es wird jedoch auch sportlich auf Turnieren gespielt. Die dabei übliche Spielart ist in Zweiermannschaften als Doppel: sobald ein Spieler einen Punkt gewonnen hat, wechselt er zu dem anderen Spieler der Gegenseite. Da es bei der schnellen Spielweise Möglichkeiten zum Schummeln gibt – zum Beispiel im letzten Augenblick die Fingerzahl zu wechseln, nachdem man den Spielzug des Gegners vernommen hat – ist bei Turnieren meistens ein Schiedsrichter anwesend, der die Regeln überwacht und die Punkte zählt.
Morra ist kein reines Glücksspiel, denn es zählen Beobachtungsgabe und Gedächtnis zur Einschätzung des Gegners.

## Geschichte
Fingerspiele waren schon in der Antike bekannt. Aus Ägypten sind Darstellungen überliefert, so auf einem Bild in einem Grab in Theben. Auch griechische Darstellungen eines Spiels sind überliefert. Die Griechen spielten artiasmos, die Römer ludere par impar. Bei diesem Spiel, Gerade und Ungerade, musste, wie der Name sagt, erraten werden, ob die Fingerzahl gerade oder ungerade ist. Dieses Spiel wird, ähnlich dem Münzwurf, auch heute noch zum Auslosen benutzt (engl.: Odds or evens, span.: Pares o nones).
Das Morraspiel im heutigen Sinne war im Römischen Reich unter dem Namen Micatio bzw. in der Verbalform micare digitis („Fingerfunkeln“ etwa: mit den Fingern schnellen) bekannt und weit verbreitet. Ein römisches Sprichwort beschrieb eine ehrenwerte Person mit: dignus est quicum in tenebris mices (eine Person, mit der man Micatio im Dunkeln spielen kann).
In der Literatur und in der Malerei wird das Morraspiel oft erwähnt. In Italien stammt die erste schriftliche Quelle aus dem Jahre 1324 aus dem Ort Esanatoglia (Provinz Macerata), in der ludus morrae erwähnt wird. In literarischen Werken wird Morra beispielsweise bei Rabelais, Goldoni, Manzoni, Silone, Sueton und Verga erwähnt.

## Verbreitung

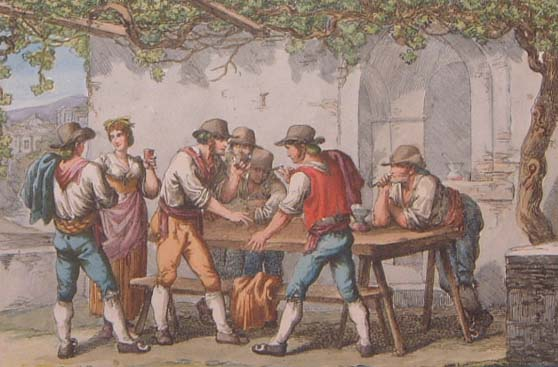
Bartolomeo Pinelli: Morraspiel in Rom, 1809

In Italien ist Morra heute ein recht seltenes Spiel. Es wird von einigen Vereinen gefördert, die Morra als Tradition bewahren wollen. Das Spiel war früher wohl in ganz Italien stark verbreitet, nicht nur unter Erwachsenen, sondern auch als Kinderspiel. In der Oeconomischen Encyclopädie beispielsweise steht dazu:
Mora=Spiel, Alla Mora, ein Spiel der Italiener, welches darin besteht, daß zwey Personen zwey oder mehrere Finger der rechten Hand gegen einander aufheben, und zugleich ausrufen, wie viel Finger ihrer Meinung nach erhoben worden. Es kommt also aufs Errathen an. Aber die Italiener behaupten, daß ein geübter Spieler gleich an der Hand des Gegners, ehe sie halb geöffnet ist, sehen könne, wie viel Finger man erheben werde. Die Italiener lieben dieses Spiel mit Leidenschaft, und keine Verordnung kann den Unfug hemmen. Es ist unglaublich, mit welcher Schnelligkeit sie es spielen, aber auch wie viel Gelegenheit zum Zanke, zu Händeln und zu Mordthaten es giebt.
Anfang des 20. Jahrhunderts wurde Morra als „in südlichen Ländern sehr beliebtes Ratespiel“ bezeichnet und auch hier wird das Gewaltpotenzial erwähnt: „die Spieler können sich, in Italien z.B., so dabei erhitzen, daß der unbeteiligte Zuschauer in jedem Moment glaubt, daß nun der eine oder der andre nach dem allzeit bereiten Messer greift, um auf diese drastische Weise den ausgebrochenen Streit zu schlichten.“
Im faschistischen Italien wurde Morra im Jahre 1931 als Glücksspiel in öffentlichen Lokalen verboten, da es für Wetten genutzt wurde und angeblich zu Streitereien und Schlägereien führte. Das Spiel wurde im Jahre 2001 in der Provinz Trient von der Liste der verbotenen Spiele gestrichen, im übrigen Italien besteht das Verbot weiter. 
Heute wird Morra noch in mehreren Regionen in Nord- und Mittelitalien gespielt. Schwerpunkte sind dabei Trentino, Friaul, einige Alpenregionen wie Gebirgstäler in Venetien (Provinz Belluno, mit etwas abweichenden Regeln, Morrina genannt), im Veltlin, in der Provinz Brescia, Provinz Bergamo, auf Sardinien, in den Marken und in der Basilikata (Provinz Potenza). In Frankreich ist das Spiel auf Korsika bekannt sowie in der Provence in der Gegend um Nizza. In Spanien wird Morra in einigen Gemeinden der Provinz Teruel, Aragonien gespielt. In der rätoromanischen Schweiz, heute vor allem noch im Engadin, hat das Spiel eine lange Tradition und war bereits im 13. Jh. bekannt. Durch italienische Emigranten wurde das Spiel auch in andere Länder gebracht. In der Deutschschweiz geht die Bezeichnung Tschingg darauf zurück.

## Verwandte Spiele
- Schere, Stein, Papier
- Eine einfache Version des Morraspiels beschränkt die Werte auf einen oder zwei Finger.[9]
- Porrinha – Dieses mit Morra verwandte Spiel ist in Brasilien bekannt; Ziel ist es, die Summe der in den Händen liegenden Streichhölzer zu erraten.[10]
- Es gibt unter den chinesischen Trinkspielen (jiuling) einige, deren Regeln der Morra stark ähneln.[11] Diese Spiele wurden auch nach Japan gebracht (Kazu-Ken) und waren Vorläufer von Schere, Stein, Papier (Jan-Ken).[12]